# Kaminplatte

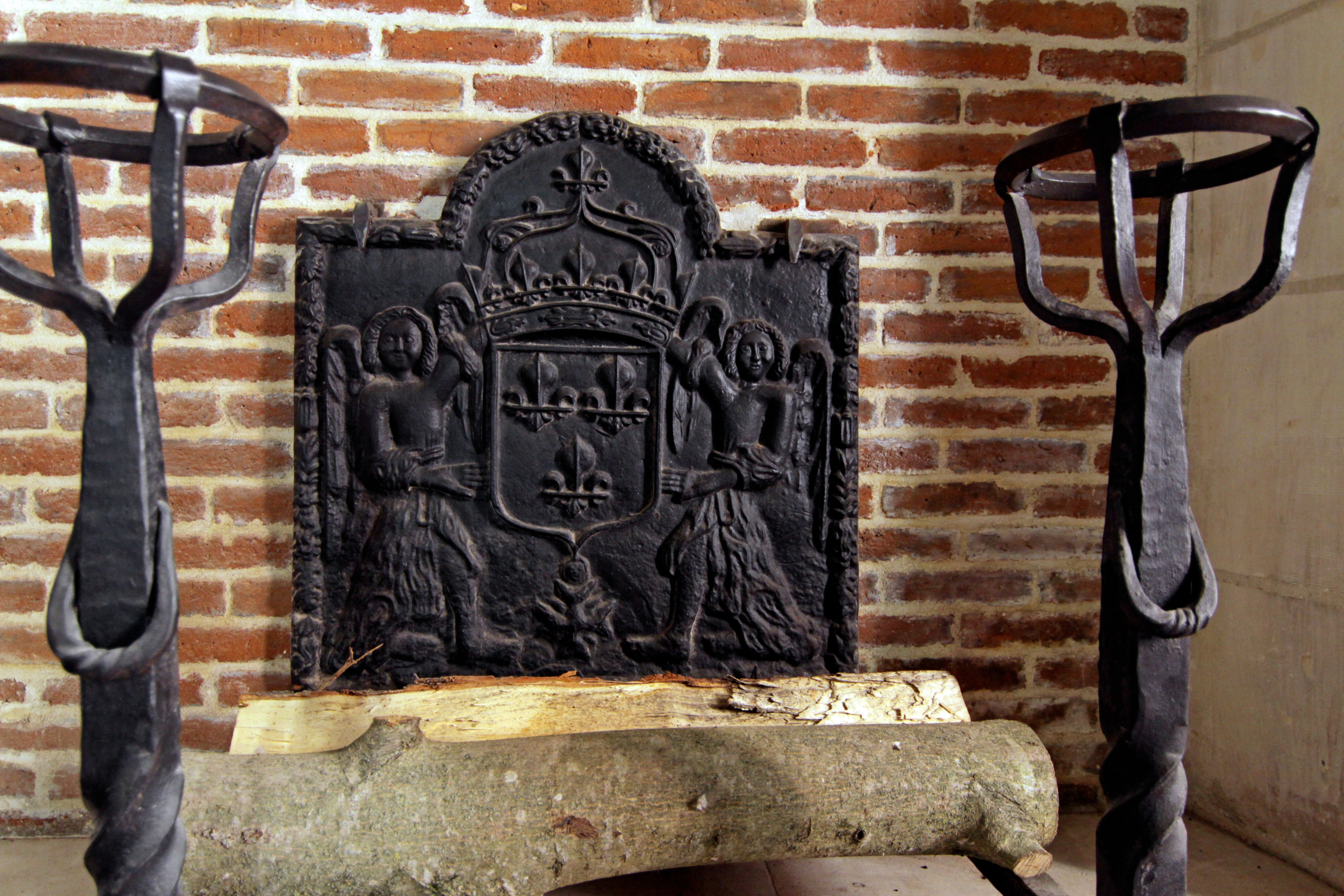
Kaminplatte im Schloss Clos Lucé

Kaminplatten sind gusseiserne, meist mit Reliefs (z. B. Wappen) geschmückte Platten, die vor der Rückwand eines offenen Kamins angebracht wurden. Sie schützten einerseits das Mauerwerk vor dem Feuer, reflektierten andererseits aber auch die Hitze nach vorne, so dass sie dem Raum vor dem Kamin zugutekam. Zudem speicherte das Eisen die Wärme des Feuers und gab sie auch nach dessen Erlöschen noch ab.
Die ersten Kaminplatten kamen zusammen mit Ofenplatten und Takenplatten (mit denen sie oft verwechselt werden) Ende des 15. Jahrhunderts auf. Sie sind meist ungefähr quadratisch, anders als Ofen- und Takenplatten haben sie mitunter einen halbrunden oder geschweiften oberen Abschluss. In der Gegenwart gelten Kaminplatten als beliebte Sammelobjekte, die als Antiquitäten gehandelt werden, allerdings empfiehlt es sich nicht, sie in ihrer ursprünglichen Funktion zu verwenden, da die Oberfläche mit dem Relief auf Dauer durch das Feuer geschädigt wird. Als Ersatz bieten sich die vielfach hergestellten Nachgüsse alter Platten an. 
Heute wird der Begriff Kaminplatte manchmal auch fälschlich als Bezeichnung für Unterlageplatten aus Metall oder Glas verwendet, die bei brennbaren Bodenbelägen als Schutz unter einem Kaminofen dienen.